# Puchar Wysp Owczych w piłce nożnej (1956)
W 1956 roku odbyła się 2. edycja Pucharu Wysp Owczych. Brały w nim wówczas udział jedynie drużyny z pierwszej klasy rozgrywek na archipelagu. Finał zakończył się wynikiem, dającym zwycięstwo drużynie TB Tvøroyri nad VB Vágur. Turniej miał trzy fazy:
- Runda wstępna
- Półfinały
- Finał

## Uczestnicy
W Pucharze Wysp Owczych wzięły udział drużyny z najwyższego poziomu rozgrywek na archipelagu.
| Meistaradeildin 1956 5 drużyn                                       |
| - B36 Tórshavn - HB Tórshavn - KÍ Klaksvík - TB Tvøroyri - VB Vágur |

## Terminarz
| Runda         | Data meczu      |
| ------------- | --------------- |
| Runda wstępna | 27 maja 1956    |
| Półfinał      | 10 czerwca 1956 |
| Finał         | 8 lipca 1956    |

## Przebieg rozgrywek

### Runda wstępna
| Drużyna 1    | Wynik   | Drużyna 2    |
| ------------ | ------- | ------------ |
| 27 maja 1956 |         |              |
| VB Vágur     | 1:0     | B36 Tórshavn |
| TB Tvøroyri  | 4:1 pd. | HB Tórshavn  |
| KÍ Klaksvík  | •       | wolny los    |

| 27 maja 1956 | VB Vágur | 1:0 | B36 Tórshavn |                  |
|              |          |     |              | á Eiðinum, Vágur |

| 27 maja 1956 | TB Tvøroyri                  | 4:1 (pd.)       | HB Tórshavn |                                           |
|              | Arni Nolsøe 10' · Hans Strøm | (1:1, 1:1, 1:1) |             | Sevmýri, Tvøroyri Sędzia: Ejler Jørgensen |

### Runda finałowa

#### Półfinały
| Drużyna 1       | Wynik   | Drużyna 2   |
| --------------- | ------- | ----------- |
| 10 czerwca 1956 |         |             |
| TB Tvøroyri     | 0:0 wo. | KÍ Klaksvík |
| VB Vágur        | •       | wolny los   |

| 10 czerwca 1956 | TB Tvøroyri | 0:0 (wo.) | KÍ Klaksvík |                   |
|                 |             |           |             | Sevmýri, Tvøroyri |

#### Finał
| 8 lipca 1956 | TB Tvøroyri · Arni Nolsøe 59', 67', 68' · Petur Emil Hansen 83' · George Niclasen 89' | 5:2(0:0)Raport | VB Vágur · 57' ? · ? | Gundadalur, Tórshavn Sędzia: Ejler Jørgensen |
|              |                                                                                       |                |                      |                                              |

|    |   |                    |
|    |   |                    |
| BR | ? | Niels Midjord      |
| OB | ? | Jarmund Steinkross |
| OB | ? | Poul Juel Kjær     |
| OB | ? | Thorbjørn Djurhuus |
| OB | ? | Hjarnar Bech       |
| OB | ? | George Niclasen    |
| OB | ? | Petur Emil Hansen  |
| PO | ? | Mervyn Dimon (C)   |
| PO | ? | Hans Strøm         |
| NA | ? | Arni Nolsøe        |
| ?? | ? | Petur Holm         |

|    |   |                        |
|    |   |                        |
| BR | ? | Eyðun Johansen (C)     |
| OB | ? | Martin Gunnarstein     |
| OB | ? | Niels T. Augustinussen |
| PO | ? | Henry Hansen           |
| PO | ? | Adolf Ryggshamar       |
| NA | ? | Bjarni Beder           |
| NA | ? | Bresti Skaalum         |
| NA | ? | Kaj Mortensen          |
| ?? | ? | Jóhan Toftum           |
| ?? | ? | Eli Silvurdal          |
| ?? | ? | Heri Johansen          |

| Zdobywca Pucharu Wysp Owczych 1956 |
| ---------------------------------- |
| TB Tvøroyri 1. tytuł               |